# Zornik
Zornik — бельгійський рок гурт, що був сформований у 1999 році співаком і гітаристом Koen Buyse, барабанщиком Marijn Horemans і бас гітаристом Kristof Vanduren.

## Історія
Гурт дійшов до фіналу рок конкурсу HUMO's Rock Rally в 1999-му, під назвою Zornik Breknov. Там їх помітив лейбл Parlophone, Бельгія і MTC Management. Це привело до запису першого EP Love Affair. Він залишався в бельгійських провідних альтернативних чартах радіостанції Studio Brussel, більш ніж 10 тижнів з березня 2001. Другий EP, It's so unreal, тримався в альтернативних чартах понад 20 тижнів, досягнувши 3-го місця.
У 2001-му Zornik виступав на таких літніх фестивалях: Eurorock, Marktrock і Pukkelpop, а також з'явився на Eurosonic. В жовтні 2001 їх нагородили премією TMF в категорії Найбільш Обіцяючий Гурт року. Незабаром після цього Marijn залишив гурт і був замінений Davy Deckmijn.
Їхній CD-сингл Hey Girl було випущено на початку грудня і він став номером один в альтернативних чартах на 6 тижнів. Дебютний альбом The Place Where You Will Find Us вийшов в лютому 2002, і відразу ж злетів до першого місця в бельгійських чартах, де протримався 2 тижні.
Сингл You Move Me (червень 2002) після двох тижнів також дістався 2-го місця. Zornik відіграв на всіх основних фестивалях в Бельгії (Rock Werchter, Marktrock, Dour, Lokerse Feesten), Німеччині (Bizarre, Hurricane and Southside) і Австрії, а також майже 20 шоу в Голландії, як в клубах, так і на фестивалях (Lowlands), в клубах Норвегії, Данії і Швеції (разом з Muse), а також Великої Британії. В жовтні 2002, їм присудили нагороду TMF як Найкращому Рок-Гурту.
У 2003, Kristof вирішив покинути гурт. Для виступів на літніх фестивалях, його було замінено Bas (Millionaire), який також приєднався до гурту в студії для запису другого альбому One Armed Bandit (2004). Цей альбом був набагато експериментальнішим ніж перший. Для туру взяли бас гітариста Bart Van Lierde (Zita Swoon).
У 2005 Zornik спробував акустику для театрального туру, створивши альбом Alien Sweetheart. Театральний тур: «All Strings Attached», був їхнім першим повністю акустичним живим виступом і здобув величезного успіху.
Влітку 2006-го під час фестивальних концертів до них знову приєднався Bas.
Навесні 2007-го, гурт розпочав запис нового рок-альбому. Вони знову відправилися на Мальту, і на початку квітня випустили альбом Crosses. Музиканти дали шоу на новій арені в Антверпені, яке вони вважають найкращим своїм шоу по сьогодні.

## Дискографія

### Альбоми
| Дата релізу | Назва                            |
| 08-02-2002  | The Place Where You Will Find Us |
| 27-02-2004  | One Armed Bandit                 |
| 26-09-2005  | Alien Sweetheart                 |
| 13-04-2007  | Crosses                          |
| 14-11-2008  | 4.000.000 minutes of Zornik      |
| 08-10-2010  | Satisfaction Kills Desire        |

### Сингли
| Рік  | Пісня                | Альбом                           |  |
| ---- | -------------------- | -------------------------------- |  |
| 2001 | «Love Affair»        | The Place Where You Will Find Us |  |
| 2002 | «It's So Unreal»     | The Place Where You Will Find Us |  |
| 2002 | «Hey Girl»           | The Place Where You Will Find Us |  |
| 2002 | «You Move Me»        | The Place Where You Will Find Us |  |
| 2004 | «Goodbye»            | One Armed Bandit                 |  |
| 2004 | «Scared of Yourself» | One Armed Bandit                 |  |
| 2004 |                      | One Armed Bandit                 |  |
| 2005 | «I Feel Alright»     | Alien Sweetheart                 |  |
| 2005 | -                    | Alien Sweetheart                 |  |

### DVD
- Arena 2007, 1 листопада 2007, Capitol